# Kromwijk (buurtschap)
Kromwijk is een buurtschap behorende tot de Nederlandse gemeente Woerden, in de provincie Utrecht. Het ligt ten zuiden van Woerden tegenover industrieterrein Middelland.
Vroeger was er een schans voor de verdediging van de stad Woerden gelegen.